# DI동일
주식회사 DI동일은 동일그룹 계열의 섬유소재, 플랜트, 알루미늄 기업이다.

## 논란
2020년 정헌재단이 보유한 DI동일의 주식이 재단 전임 사무국장의 횡령에 의해 이사회 의결과 주무관청의 허가없이 임의로 주식담보를 제공하고 124억원을 빌려줬다가 반대매매를 당하였다.
2024년 소액주주가 회장을 비롯해 대표이사 2명, 상근감사 1명을 특정경제범죄가중처벌법상 배임 등 혐의로 고발하였고 DI동일이 최대 주주 지위 유지를 위해 96억원의 회사자금을 재단에 대여한 것을 문제제기하며 집단고발을 예고하였다.
2024년 상장 적격성 실질심사 사유인 회계처리기준(5년 간 분식회계)을 위반으로 검찰에 고발되면서 회사 주식 거래가 정지되었다.